# Hans Henrik Algreen-Ussing
Hans Henrik Algreen-Ussing er en dansk godsejer og hofjægermester.
Han er søn af kammerherre Henrik Algreen-Ussing og hustru Vibeke født komtesse Rantzau. Siden 1995 har han ejet Tirsbæk. 2010 blev han hofjægermester. Han er major af reserven i Den Kongelige Livgarde.
Han er gift med Marianne Kirkegaard.